# Cattedrale di San Florino
La cattedrale di San Florino (in tedesco Kathedrale St. Florin) si trova a Vaduz, capitale del Liechtenstein, ed è la sede dell'arcivescovo.

## Storia
È una chiesa neogotica a tre navate, eretta sul sito di precedenti fondamenta medievali. L'attuale costruzione avvenne  tra il 1869 e il 1873 su progetto di Friedrich von Schmidt e la chiesa fu dedicata a San Florino, santo del IX secolo della Val Venosta.

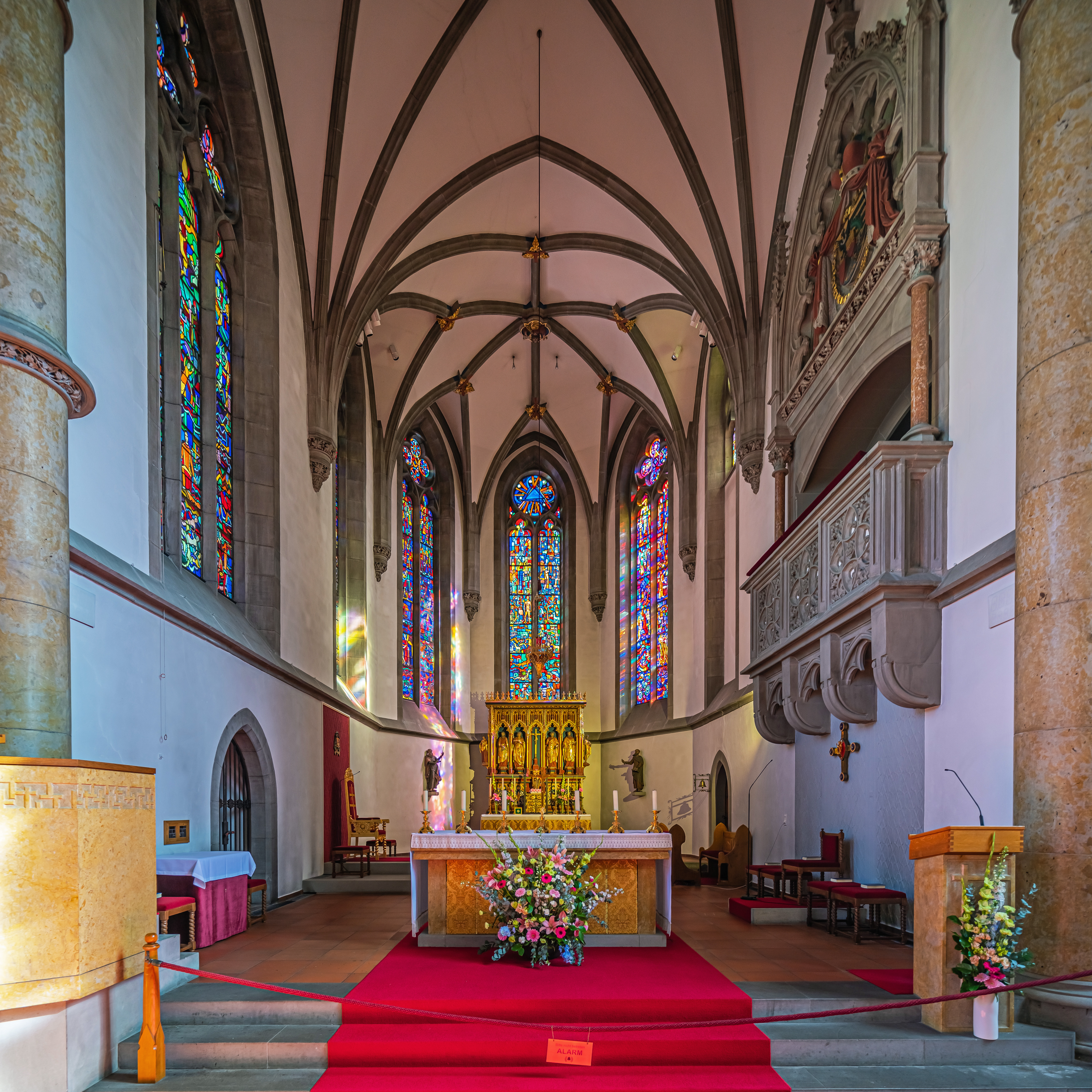
Il presbiterio della cattedrale

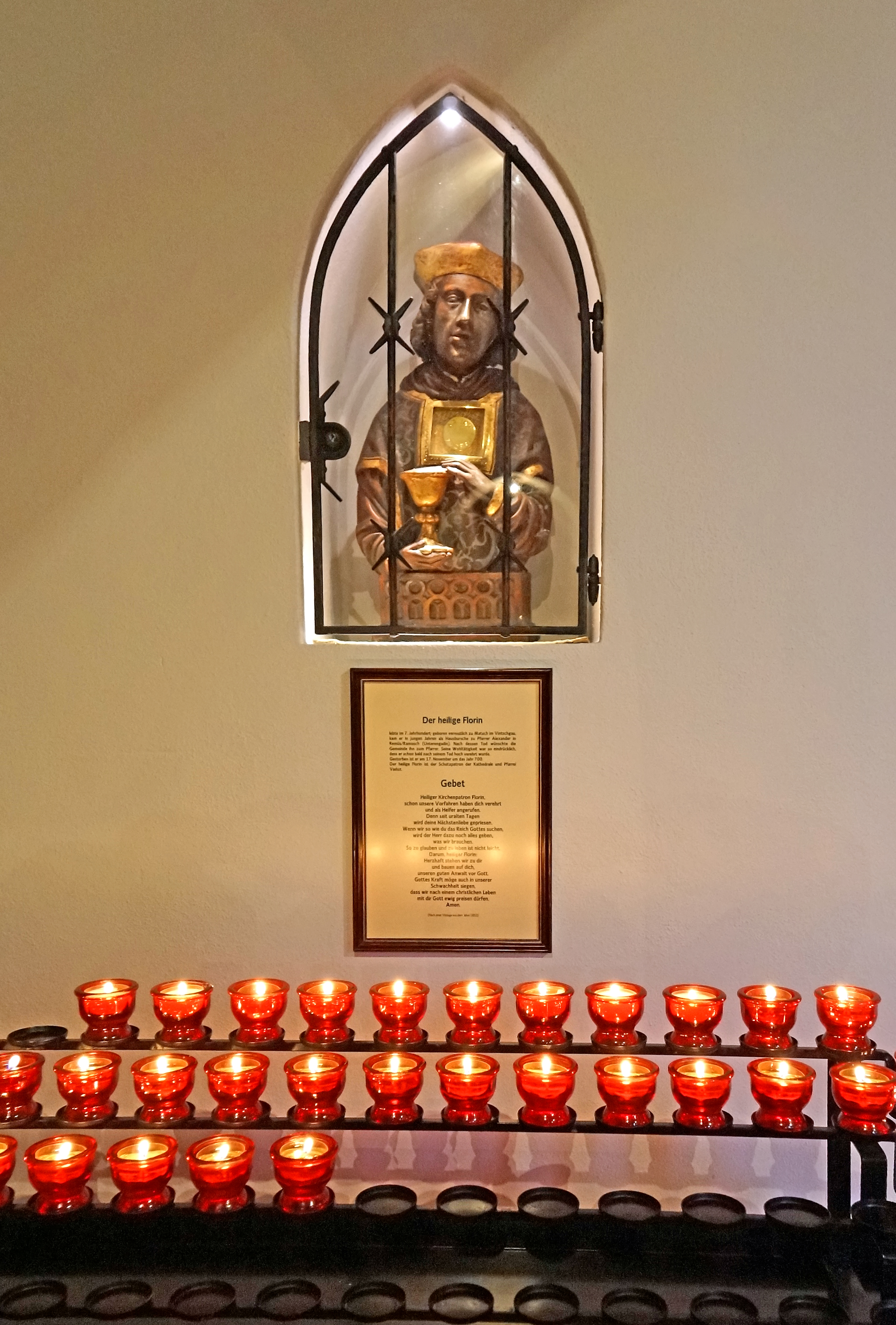
L'antico busto di San Florino conservato nella cattedrale

La decisione di costruire un nuovo tempio a Vaduz risale al 1868, in quanto la cappella già esistente non poteva più far fronte all'aumento dei fedeli. L'edificio fu costruito grazie al finanziamento dei principi del Liechtenstein, su progetto di Friedrich von Schmidt e sotto la direzione dell'architetto Ignaz von Banko. La prima pietra fu posta il 17 agosto 1869 e la consacrazione effettuata nel mese di ottobre del 1873.
Papa Giovanni Paolo II, con la costituzione apostolica "Ad satius consulendum" del 2 dicembre 1997, scorporò il territorio del Principato del Liechtenstein dalla diocesi svizzera di Coira ed eresse l'arcidiocesi di Vaduz. In tale occasione la chiesa parrocchiale di San Florino è stata elevata al rango di cattedrale.